# トロイカ体制
トロイカ体制（トロイカたいせい、ロシア語:Tройка、ラテン文字表記の例:Troika）とは、複数の共同指導者により組織を運営する体制のことである。名前の由来はロシアの3頭立ての馬橇であるトロイカ。

## 概説
原義は、ソビエト連邦においてレーニンの死後、トロツキーとスターリンの対立により、スターリン、ジノヴィエフ、カーメネフによって形成された集団指導体制のことである。
その後に同国で、スターリンの死後、権力が書記長一人に集中するのを防ぐために、3人に権限を分散させた集団指導体制のこともトロイカ体制と呼ぶようになった。最初の分散先役職は第一書記、最高会議幹部会議長（国家元首）、閣僚会議議長（首相）。
また、上記から転じて、ソビエト連邦以外の様々な組織における、複数の共同リーダーで組織を運営する体制のこととしても使用される（ソ連以外の社会主義国、転用を参照）。

## トロイカ体制とされるもの

### レーニン死後のトロイカ

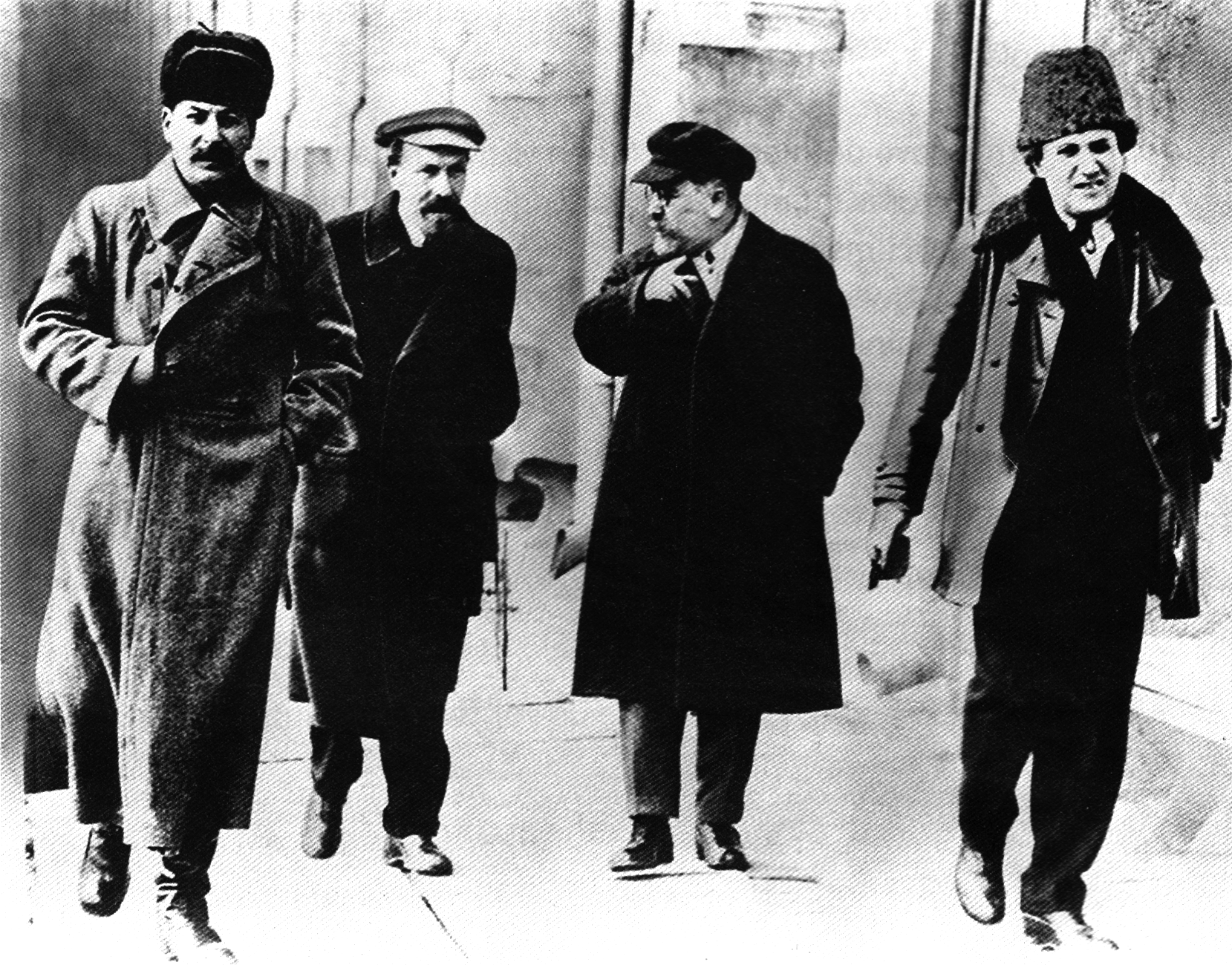
左からスターリン、ルイコフ、カーメネフ、ジノヴィエフ。レーニン没後、スターリン、カーメネフ、ジノヴィエフは「三人組」（トロイカ）を組み、ルイコフら党内右派とも組んで、トロツキーが代表する左派を失脚させた。（1925年6月27日撮影）

レーニンが持病の脳卒中で倒れた時、党の事務を統括する書記長の地位にあったスターリンにとって、革命と赤軍の英雄であり、また急進的な共産主義を望むトロツキーは邪魔な存在でしかなかった。そのため、レーニンの直参であり後継者とも目されていた政治局のジノヴィエフ、スターリンと親友であったカーメネフと組み、トロツキーの追い落としにかかる。
トロツキーは丁度ドイツとの軍事提携や白軍との戦いが最終段階に入っていた事もあり、仕事が忙しくてレーニンの見舞いにもあまり行けなかった。スターリンはこれを利用し、レーニンにトロツキーを批判させる。トロツキーは政治意欲を失い、政治局や赤軍から追放されてしまう事となった。
その後スターリンは必要の無くなったトロイカ体制を解消。ジノヴィエフとカーメネフにトロツキー主義に近いとレッテルを貼って追い落とすなど権力闘争を激化させて行き、1936年には最終的に2人を見世物裁判により処刑して実権を掌握した。

### スターリン死後のトロイカ
1953年にスターリンが死去すると、マレンコフが党筆頭書記、首相を兼任し権力を掌握した。しかし集団指導体制を目指すマレンコフは党筆頭書記をフルシチョフに譲った（フルシチョフは後に党第一書記に就任）。最高会議幹部会議長にはヴォロシーロフが就任しトロイカ体制が成立する。
権限の分散を狙ったマレンコフであったが、党が国家を指導するという社会主義国家では必然的に党第一書記の発言力が強くなった。フルシチョフとの対立の結果マレンコフはわずか2年で首相の座を追われた。後任にはブルガーニンが就いた。フルシチョフは1956年に自身の失脚を画策したマレンコフらに反党グループの烙印を押し逆に完全に失脚させ、実質的なソ連の最高権力者となった。ブルガーニンはこの時フルシチョフ支持を明確にしなかったことが原因で1958年に首相を解任させられる。首相職はフルシチョフが兼任することになり、トロイカ体制は終焉する。

### フルシチョフ失脚後のトロイカ

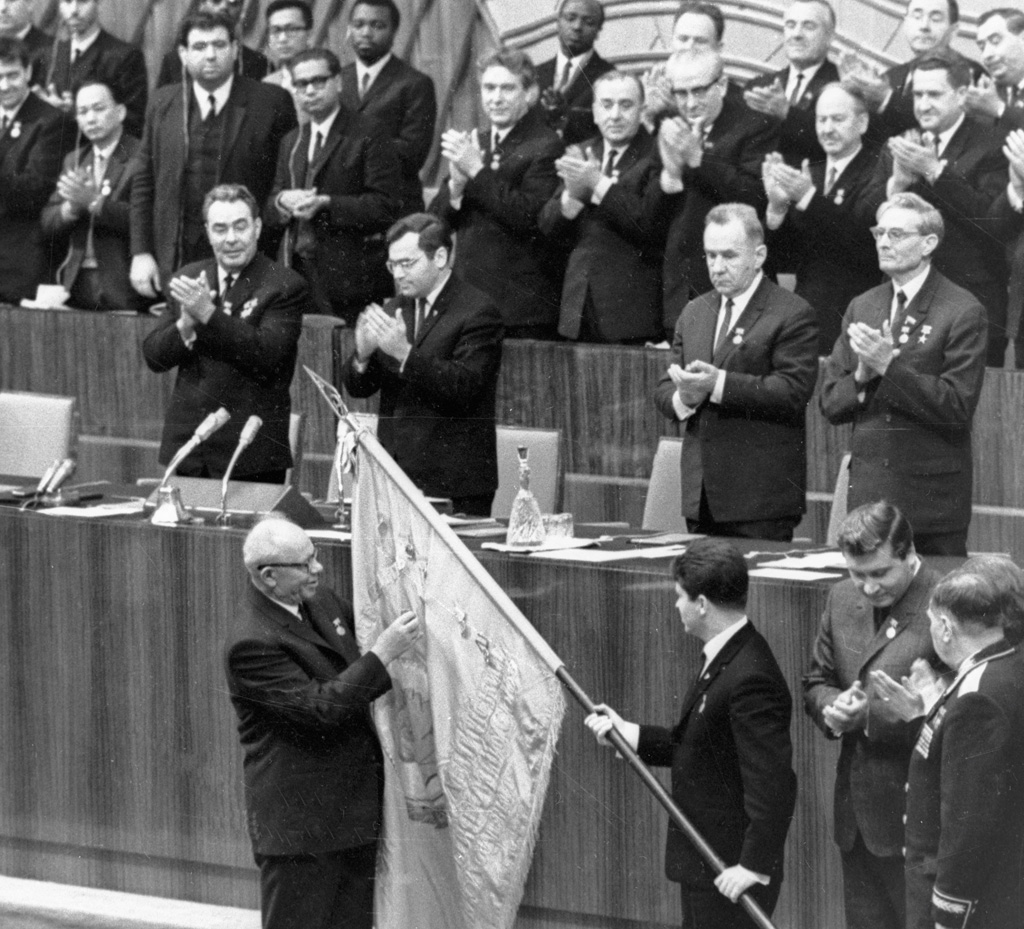
ブレジネフ書記長（壇上最前列左）、コスイギン首相（壇上最前列右から2人目）、ポドゴルヌイ最高会議幹部会議長（旗を受け取る人物）のトロイカ

1960年にヴォロシーロフの辞任にともないブレジネフが最高会議幹部会議長に就任した。ブレジネフは1963年にはフルシチョフの後継者とされたフロル・コズロフの後任として第二書記も兼ねたが、間もなく最高会議幹部会議長は長老派のミコヤンに譲らされる。ブレジネフは表向きはフルシチョフに忠実であったが裏では他の政治局員とともにフルシチョフ追放を画策する。1964年10月にフルシチョフを失脚させると第一書記に就任、最高会議幹部会議長はミコヤンが続投、首相にはコスイギンが就任し、トロイカ体制が復活する。しかしフルシチョフに近すぎたミコヤンはブレジネフに疎まれ翌1965年12月には辞任した。(政治局から改編された幹部会会員には1966年4月まで留まる)ミコヤン辞任後はポドゴルヌイが最高会議幹部会議長に就任した。
ブレジネフは1966年に第一書記という呼称をスターリン時代の書記長に戻す。権力の集中強化に努めたブレジネフは1977年にポドゴルヌイを追い落とし最高会幹部会議議長に就任、書記長と兼務した。ブレジネフの書記長、最高会幹部会議議長の兼任によりトロイカ体制は名実ともに終わりを告げた。

### ゴルバチョフ時代のトロイカ
ブレジネフの死後、アンドロポフ、チェルネンコと高齢の指導者による短期政権が続いた後、1985年にゴルバチョフが書記長の座に就いた。ゴルバチョフはコスイギンのあとをうけ首相を務めていた高齢のチーホノフを解任しルイシコフを就けた。また、長年外相を務めたグロムイコを最高会議幹部会議長に祭り上げ、ここに三度トロイカ体制がスタートする。
ゴルバチョフは外相にシェワルナゼを任命し新思考外交を展開、内政的には改革開放路線であるペレストロイカ政策を推し進めた。1988年にグロムイコが辞任すると、ゴルバチョフは自ら最高会議幹部会議長に就任しトロイカ体制は終わる。しかしゴルバチョフは他のトロイカ体制を終わらせた指導者たちのように権力を強化することはできなかった。改革派と守旧派の対立の中で難しい政権運営を迫られており、ゴルバチョフの求心力は著しく低下していた。この後ゴルバチョフは新しく大統領制や最高会議を改組した人民代議員大会をスタートさせるも政権を安定させることはできなかった。1990年にルイシコフにかわって首相に就けたパブロフらが起こした1991年の8月クーデターにより、クーデターそのものは失敗に終わるものの、これをきっかけにゴルバチョフの権威は決定的に失墜、代わってクーデター鎮圧を主導し、ロシア共和国を権力基盤に政界での存在感を増していた急進改革派のエリツィンに政局の主導権が移行し、彼の脱ソ連的政策により間もなくソビエト連邦の崩壊へと突き進むこととなった。

### ソ連以外の社会主義国等

#### ドイツ民主共和国（東ドイツ）
ドイツ民主共和国では、1949年の建国の翌年には国家元首である大統領ヴィルヘルム・ピーク、首相オットー・グローテヴォール、ドイツ社会主義統一党(SED)書記長（第一書記）のヴァルター・ウルブリヒトによるトロイカ体制が採られたが、1960年にピーク大統領が死去し、ウルブリヒトが新たに新設された国家評議会議長を兼務して国家元首となり、トロイカ体制はいったん終了した。
1971年、ソ連共産党指導部との関係が悪化したウルブリヒトは「健康上の理由」からSEDの第一書記の退任に追い込まれ、後継にはエーリッヒ・ホーネッカーが就任。ウルブリヒトは国家評議会議長の座には留まったため再び元首と実質的な最高指導者であるSEDの指導者、閣僚評議会議長（首相）が分離した体制となった。1973年にウルブリヒト国家評議会議長が死去した後も、ホーネッカーは国家評議会議長の座には就かず、閣僚評議会議長だったヴィリー・シュトフが後任の国家評議会議長となり、閣僚評議会議長ホルスト・ジンダーマンと共にトロイカ体制を維持した。しかし、1976年にホーネッカーは国家評議会議長兼務となり、シュトフは閣僚評議会議長（再任）、ジンダーマンは実権の無い人民議会議長へとそれぞれ格下げされて、トロイカ体制は終了した。

#### ハンガリー人民共和国
1956年のハンガリー動乱後のハンガリー人民共和国では、実質的最高指導者であるハンガリー社会主義労働者党中央委員会書記長カーダール・ヤーノシュは2度閣僚評議会議長（首相）を務めたものの、引退する1988年までの大半の期間は国家元首であるハンガリー国民議会幹部会議長、実務を担う首相の3職を分離させるトロイカ体制を敷いていた。
1988年のカーダールの退任後、カーロイ・グロースが首相を退任して書記長に就任したが、民主化の一環で党と政府が分離されるとグロースの後任の首相に就任した急進改革派のネーメト・ミクローシュらの権限が拡大し、1989年6月になるとグロースは党の最高指導者からも外されて事実上失脚した。

#### 中華人民共和国
中華人民共和国では1978年から事実上の最高指導者となった鄧小平は自身が1981年に中央軍事委員会主席となった上で、胡耀邦を1981年に総書記に、趙紫陽を1980年に首相にそれぞれ据えたことによる政治体制は鄧・胡・趙によるトロイカ体制と呼ばれ、1987年に胡耀邦が総書記を解任されるまで続いた。

#### ベトナム社会主義共和国
ベトナム社会主義共和国では実質的な最高指導者であるベトナム共産党中央執行委員会書記長、国家元首である国家主席、実務を担う首相の3職を分離させるトロイカ体制を敷いていた。ベトナムではこの三職に国会議長を加えたものを、国家の「四柱」と呼んでいる。
2018年以降、元首と書記長を分離してきた原則が崩れている。
例
- グエン・フー・チョン共産党書記長（2018年10月には病死したチャン・ダイ・クアン国家主席の後任として、2021年4月まで国家主席を兼任[3]。）
- トー・ラム国家主席（2024年7月に病死したグエン・フー・チョン共産党書記長の後任としてが2024年7月から10月まで書記長を兼任[4]。2024年10月に書記長専任となった。）

#### レバノン共和国
レバノン共和国では大統領はキリスト教マロン派から、首相はイスラム教スンニ派から、国会議長はイスラム教シーア派からそれぞれ選出することが慣例化しており、トロイカ体制と呼ばれている。
2024年現在、ミシェル・アウンが2022年10月に大統領職を退任して以降はナジーブ・ミーカーティー首相が大統領代行を行っているため、原則が崩れている。

## 転用
- 1960年にベルギー領コンゴから独立を果たしたコンゴ共和国は、激化する内乱（コンゴ動乱）の沈静化のため国際連合に援助を求めた。当時の国際連合事務総長ダグ・ハマーショルドは4度に渡りコンゴを訪問したが、ソ連はハマーショルドのアフリカ非植民地化への努力を不充分と評価した。1960年9月にソ連はコンゴ国連軍を編成するとした国際連合安全保障理事会決議143に賛成したものの[7]、パトリス・ルムンバ政権への支援が不十分としてハマーショルドの国連事務総長の辞任を要求し、代案としてあらかじめ拒否権を持つ西側・東側・第三世界（非同盟）出身の3人の国連事務総長によるトロイカ体制を提案した。これはソ連のニキータ・フルシチョフの自伝において「資本主義諸国・社会主義諸国・新興独立国の3つのグループの利害を対等に代表」と言及されている[8]。
- 1981年 - 1983年までの読売ジャイアンツの藤田元司監督時代（第1次）で、監督藤田、ヘッドコーチ牧野茂、助監督王貞治の3人が合議しながら指揮を執った体制。
- 本田技研工業の本田宗一郎、藤沢武夫両名引退後の布陣。技術畑出身の河島喜好、営業出身の川島喜八郎、西田通弘の体制。
- 2006年4月 - 2009年5月までの日本の民主党の執行部体制。代表（当時）前原誠司が堀江メール問題で辞任した後、代表に就任した小沢一郎（自由党出身）、元代表であり党内実力者である菅直人、鳩山由紀夫をそれぞれ代表代行、幹事長に登用し挙党一致体制を敷いた。
- ユーロ圏債務問題の文脈では、欧州中央銀行（ECB） 、欧州連合（EU） 、国際通貨基金（IMF） の3つの組織のことをいう。
- 2014年4月、東海旅客鉄道（JR東海）の会長であった葛西敬之が、日本では極めて少ない事例である[9][注釈 1]代表権のある名誉会長に就任し、社長・代表権のある会長の3人の体制が「トロイカ体制」と報じられた[10][11]。ただし、同社の代表取締役はこの異動[12]の前後を通じ6名であり[13][14]、代表取締役数に変動があったわけではない。